# Apache ActiveMQ
Apache ActiveMQ — брокер сообщений с открытым исходным кодом (распространяется под лицензией Apache 2.0), реализующий спецификации Jakarta 3.1, JMS 2.0 и JMS 1.1. Среди возможностей — кластеризация, возможность использовать для хранения сообщений различные СУБД, кэширование, ведение журналов.
Кроме Java, ActiveMQ можно также использовать из .NET, Си, C++, Delphi, а также из ряда скриптовых языков, включая Perl, Python, PHP и Ruby через различные «кроссязыковые клиенты».
Часто используется с Apache ServiceMix, Apache Camel и Apache CXF в сервис-ориентированных проектах.